# Maurice Abravanel/Diskografie
Der Dirigent Maurice Abravanel hinterließ eine große Zahl von kommerziellen Schallplattenaufnahmen, die vor allem sinfonische Werke der späten Romantik und der frühen Moderne umfasst. Dazu gehören Gesamtaufnahmen der Sinfonien von Johannes Brahms, Peter Tschaikowsky, Jean Sibelius und Gustav Mahler, aber auch sinfonische Werke von Edvard Grieg sowie amerikanischen Komponisten des 20. Jahrhunderts. Die in den Jahren 1963 bis 1974 entstandenen Mahler-Aufnahmen gehören zusammen mit den Aufnahmen Leonard Bernsteins zu den weltweit ersten Gesamtaufnahmen der Sinfonien Gustav Mahlers überhaupt.
Von einigen frühen Aufnahmen der 1940er Jahre abgesehen – unter denen einige der Broadway-Produktionen mit Kompositionen von Kurt Weill hervorzuheben sind – entstanden die meisten Aufnahmen in den 1960er und 1970er Jahren mit dem Utah Symphony Orchestra. Sie kamen bei den Musiklabels Vanguard Records, Vox Records und Turnabout Records heraus. Einige frühe Aufnahmen der späten 1950er Jahre bis kurz nach 1960 wurden für Westminster Records hergestellt, z. T. auch mit dem Orchester der Wiener Staatsoper und dem Vienna Festival Orchestra. In den späten 1970er Jahren kamen Aufnahmen für Angel Records hinzu.
Inzwischen sind auch Liveaufnahmen aus den Archiven der Metropolitan Opera in New York (Opern-Gesamtaufnahmen der späten 1930er Jahre) im Handel erhältlich. Außerdem wurden Konzertaufzeichnungen des Utah Symphony Orchestra aus den Jahren 1973/74 bei Disco Archivia veröffentlicht.

## Leroy Anderson

### Sleigh Ride
- Utah Symphony Orchestra (Aufnahme 1967, Vanguard)

### Blue Tango
- Utah Symphony Orchestra (Aufnahme 1967, Vanguard)

### Trompeter’s Lullaby
- Utah Symphony Orchestra, William Sullivan – Trompete (Aufnahme 1967, Vanguard)

### Belle Of The Ball
- Utah Symphony Orchestra (Aufnahme 1967, Vanguard)

### Bugler’s Holiday
- Utah Symphony Orchestra, William Sullivan – Trompete, Sheldon Hyde – Trompete, Keith Smith – Trompete (Aufnahme 1967, Vanguard)

### Forgotten Dreams
- Utah Symphony Orchestra, Eugene Foster – Flöte (Aufnahme 1967, Vanguard)

### The Syncopated Clock
- Utah Symphony Orchestra (Aufnahme 1967, Vanguard)

### Plink, Plank, Plunk!
- Utah Symphony Orchestra (Aufnahme 1967, Vanguard)

### Fiddle-Faddle
- Utah Symphony Orchestra (Aufnahme 1967, Vanguard)

### Sandpaper Ballet
- Utah Symphony Orchestra (Aufnahme 1967, Vanguard)

### The Typewriter
- Utah Symphony Orchestra (Aufnahme 1967, Vanguard)

### Sarabande
- Utah Symphony Orchestra (Aufnahme 1967, Vanguard)

### Song of the Bells
- Utah Symphony Orchestra (Aufnahme 1967, Vanguard)

### Jazz Pizzicato
- Utah Symphony Orchestra (Aufnahme 1967, Vanguard)

### Serenata
- Utah Symphony Orchestra (Aufnahme 1967, Vanguard)

## Johann Christian Bach

### Sinfonia in B flat
- Utah Symphony Orchestra (Aufnahme live, 8. März 1974, Disco Archivia 487)

## Johann Sebastian Bach

### Brandenburg Concerto No. 3, BWV 1048
- Utah Symphony Orchestra, (Aufnahme live, 26. Oktober 1973, Disco Archivia 484)

### Air from Ouverture D major, BWV 1068
- Utah Symphony Orchestra (Aufnahme live, 6. April 1974, Disco Archivia 461)

### Prelude & Fugue in E flat major ("St. Anne"), BWV 552
arrangiert für Orchester von Arnold Schoenberg
- Utah Symphony Orchestra (Aufnahme 1960 oder 1962, Vanguard)

### Chorale Prelude Schmücke dich, o liebe Seele, BWV 654
arrangiert für Orchester von Arnold Schoenberg
- Utah Symphony Orchestra (Aufnahme 1960 oder 1962, Vanguard)

### Chorale Prelude Komm, Gott Schöpfer, heiliger Geist, BWV 667
arrangiert für Orchester von Arnold Schoenberg
- Utah Symphony Orchestra (Aufnahme 1960 oder 1962, Vanguard)

### Ricercari
- Utah Symphony Orchestra (Aufnahme live, 8. Februar 1974, Disco Archivia 463)

### Toccata and Fugue in d
- Utah Symphony Orchestra (Aufnahme live, 24. April 1974, Disco Archivia 485)
- Utah Symphony Orchestra (Aufnahme live, 10. Juli 1974, Disco Archivia 465)

## Alfred Georges Bachelet

### Chère Nuit
- Orchestra, Lily Pons (Aufnahme 1946, monaural)

## Samuel Barber

### Adagio for strings, from String Quartet op. 11
- Utah Symphony Orchestra (Aufnahme live, 8. Februar 1974, Disco Archivia 463)

## Béla Bartók

### Concerto for Orchestra
- Utah Symphony Orchestra (Aufnahme live, 24. April 1974, Disco Archivia 481)

## Ludwig van Beethoven

### Symphony No. 1 in C major, Op. 21
- Utah Symphony Orchestra (Aufnahme live 17. Juli 1974, Disco Archivia 475)
- Utah Symphony Orchestra (Aufnahme live, Disco Archivia 492)

### Symphony No. 3 in E flat major, Op. 55 “Eroica”
- Utah Symphony Orchestra (Aufnahme live, 1. März 1974, Disco Archivia 472)
- Utah Symphony Orchestra (Aufnahme live, 6. April 1974, Disco Archivia 461)
- Utah Symphony Orchestra (Aufnahme live, 17. Juli 1974, Disco Archivia 489)

### Symphony No. 5 in C minor, Op. 67
- Utah Symphony Orchestra (Aufnahme live, 7. September 1973, Disco Archivia 462)

### Symphony No. 6 in F major, Op. 68 “Pastoral”
- Utah Symphony Orchestra (Aufnahme live, 5. Oktober 1973, Disco Archivia 489)
- Utah Symphony Orchestra (Aufnahme live, 11. Januar 1974, Disco Archivia 480)

### Symphony No. 7 in A major, Op. 92
- Utah Symphony Orchestra (Aufnahme live, 11. Januar 1974, Disco Archivia 480)

### Egmont, incidental music Op. 84 (Complete)
- Utah Symphony Orchestra, Netania Davrath – Sopran, Walther Reyer (Aufnahme 1962, Vanguard)

### Egmont Ouverture, Op. 84
- Utah Symphony Orchestra (Aufnahme live, 5. Oktober 1973, Disco Archivia 489)
- Utah Symphony Orchestra (Aufnahme live, 11. Januar 1974, Disco Archivia 488)

### Leonore Ouverture No. 3
- Utah Symphony Orchestra (Aufnahme live, 17. Juli 1974, Disco Archivia 489)

### The Creatures of Prometheus, Op. 43
- Utah Symphony Orchestra (Aufnahme 1965, Vanguard)

### Piano Concerto No. 5 in E flat major, Op. 73
- Utah Symphony Orchestra, Rudolf Serkin (Aufnahme live, 11. November 1973, Disco Archivia 476)

### Violin Concerto in D major, Op. 61
- Utah Symphony Orchestra, Yehudi Menuhin (Aufnahme live, 5. Oktober 1973, Disco Archivia 489)

## Hector Berlioz

### Grand messe des morts, H 75, op. 5
- Utah Symphony Orchestra, University of Utah Civic Chorale and a capella choir, Charles Bressler – Tenor (Aufnahme 1969, Vanguard)

## Leonard Bernstein

### Overture to Candide
- Utah Symphony Orchestra (Aufnahme 1972, Turnabout Records)
- Utah Symphony Orchestra (Aufnahme live, 4. Januar 1974, Disco Archivia 488)

## George Bizet
- Carmen Suite No. 1: Vienna Festival Orchestra (Aufnahme 1. April 1959, Westminster Records)

## Ernest Bloch

### „Israel“ Symphony
- Utah Symphony Orchestra, Blanche Christiansen – Sopran, Jean Basinger Fraenkel – Sopran, Christina Politis – Alto, Diane Heder – Alto, Don Watts – Bass (Aufnahme 1976, Vanguard)

### Schelomo
- C. Tienmeyer – Cello, Utah Symphony Orchestra (Aufnahme live, 29. März 1974, Disco Archivia 474)
- Zara Nelsova – Cello, Utah Symphony Orchestra (Aufnahme 1976, Vanguard)

### Avodath Hakodesh – Sacred Service
- Utah Symphony Orchestra (Aufnahme live, Disco Archivia 482)
- Utah Symphony Orchestra, The Utah Chorale, Douglas Laurence – Baritone, Kaddish read by Rabbi Abner Bergman (Aufnahme 1977, Angel Records)

## Francois Adrien Boieldieu

### Harp Concerto
- Utah Symphony Orchestra, Nicanor Zabaleta (Aufnahme live, 3. Juli 1974, Disco Archivia 466)

## Alexander Borodin

### Prince Igor: Polovtsian Dances
- Vienna Festival Orchestra (Aufnahme 1. April 1959, Westminster Records)

## Johannes Brahms

### Symphony No. 1 in C minor, Op. 68
- Utah Symphony Orchestra (Aufnahme 17.–24. Mai 1976, Vanguard)

### Symphony No. 2 in D major, Op. 73
- Utah Symphony Orchestra (Aufnahme live, 24. April 1974, Disco Archivia 481)
- Utah Symphony Orchestra (Aufnahme live, 10. Juli 1974, Disco Archivia 465)
- Utah Symphony Orchestra (Aufnahme 17.–24. Mai 1976, Vanguard)

### Symphony No. 3 in F major Op. 90
- Utah Symphony Orchestra (Aufnahme live, 14. September 1973, Disco Archivia 473)
- Utah Symphony Orchestra (Aufnahme 17.–24. Mai 1976, Vanguard)

### Symphony No.4 in E minor, Op. 98
- Utah Symphony Orchestra, (Aufnahme live, 19. Juni 1974, Disco Archivia 464)
- Utah Symphony Orchestra (Aufnahme 17.–24. Mai 1976, Vanguard)

### Variations on a theme by Haydn Op. 56a
- Utah Symphony Orchestra (Aufnahme 17.–24. Mai 1976, Vanguard)

### Academic Festival Overture Op. 80
- Utah Symphony Orchestra, (Aufnahme live, 14. September 1973, Disco Archivia 474)
- Utah Symphony Orchestra, (Aufnahme live, 23. November 1973, Disco Archivia 467)
- Utah Symphony Orchestra, (Aufnahme live, 19. Juni 1974, Disco Archivia 464)
- Utah Symphony Orchestra (Aufnahme 17.–24. Mai 1976, Vanguard)

### Tragic Overture Op. 81
- Utah Symphony Orchestra (Aufnahme 17.–24. Mai 1976, Vanguard)

### Violin Concerto D major, Op. 77
- Utah Symphony Orchestra, Isaac Stern (Aufnahme live, 14. September 1973, Disco Archivia 473)

## Anton Bruckner

### Symphony No. 7 in E minor (1885 Original Version, Ed. Robert Haas 1944)
- Utah Symphony Orchestra (Aufnahme Oktober 1973, Disco Archivia 479)

## Emmanuel Chabrier

### España, Rhapsody for orchestra
- Vienna Festival Orchestra (Aufnahme 1. April 1959, Westminster Records)

## Frédéric Chopin

### Piano Concerto No. 1 in E minor, Op. 11
- Utah Symphony Orchestra, Gina Bachauer (Aufnahme live, 12. Oktober 1973, Disco Archivia 485)

## Aaron Copland

### A Lincoln Portrait
- Utah Symphony Orchestra, Charlton Heston – Narrator (Aufnahme 1968, Vanguard)
- Utah Symphony Orchestra Utah Symphony Orchestra (Aufnahme live, 22. März 1974, Disco Archivia 490)

### Quiet City
- Utah Symphony Orchestra (Aufnahme 1968, Vanguard)

### Our Town, Music from the film
- Utah Symphony Orchestra (Aufnahme 1968, Vanguard)

### An Outdoor Adventure
- Utah Symphony Orchestra (Aufnahme 1968, Vanguard)

### Billy the Kid (Ballet Suite)
- Utah Symphony Orchestra (Aufnahme 1958, Westminster Records)

### Waltz from Billy the Kid
- Utah Symphony Orchestra (Aufnahme 1958, Westminster Records)

### El Salón Mexico
- Utah Symphony Orchestra (Aufnahme 1958, Westminster Records)
- Utah Symphony Orchestra (Aufnahme live, 8. Februar 1974, Disco Archivia 463)

### Four Dance Episodes from “Rodeo”
(Buckaroo Holiday, Corral Nocturne, Saturday Night Waltz, Hoe-Down)
- Utah Symphony Orchestra (Aufnahme 1958, Westminster Records)

### Tender Land
- Utah Symphony Orchestra (Aufnahme live, 23. November 1973, Disco Archivia 467)

## Claude Debussy

### La Mer
- Utah Symphony Orchestra (Aufnahme live, 23. November 1973, Disco Archivia 468)

### Tree Ballades of Francois Villon
- Columbia Broadcasting Symphony Orchestra, Martial Singher – Baritone (Aufnahme Datum?, Columbia Masterworks – ML 4152, monaural)

## Léo Delibes

### Coppélia – Ballet Suite
- Vienna State Opera Orchestra (Aufnahme?, Stereo, Westminster Records)

### Sylvia – Ballet Suite
- Vienna State Opera Orchestra (Aufnahme?, Stereo, Westminster Records)

### Naila – Waltz
- Vienna State Opera Orchestra (Aufnahme?, Stereo, Westminster Records)

## Paul Dukas

### L’Apprenti Sorcier
- Utah Symphony Orchestra (Aufnahme live, 28. Dezember 1973, Disco Archivia 474)

## Antonín Dvořák

### Symphony No. 9 in E minor, Op. 95
- Vienna Festival Orchestra (Aufnahme 1. April 1959, Westminster Records)
- Utah Symphony Orchestra (Aufnahme live, 4. Januar 1974, Disco Archivia 488)

## Gabriel Fauré

### Après Un Rêve, Op. 7, No.1
- Orchestra, Lily Pons (Aufnahme 1946, monaural)

## César Franck

### Symphony in D minor
- Utah Symphony Orchestra (Aufnahme 1958, Westminster Recordings)

## Cab Calloway

### Minnie the Moocher (with Irving Mills, 1929)
- Orchestra and Chorus, Danny Kaye (Aufnahme?, COLUMBIA DB 2390, monaural)

## George Gershwin

### Porgy and Bess (Original suite by composer)
- Utah Symphony Orchestra (Aufnahme 1961, Westminster Recordings)

### An American in Paris
- Utah Symphony Orchestra (Aufnahme 1958, Westminster Recordings)

### Rhapsody in Blue
- Utah Symphony Orchestra (Aufnahme 1958, Westminster Recordings)

### Piano Concerto in F
- Reid Nibley – Piano, Utah Symphony Orchestra (Aufnahme 1958, Westminster Recordings)

## Alberto Ginastera

### Variaciones Concertantes
- Utah Symphony Orchestra (Aufnahme live, 29. März 1974, Disco Archivia 491)

## Reinhold Glière

### Russian Sailors’ Dance
- Utah Symphony Orchestra (Aufnahme 1969, Vanguard)

## Michail Glinka

### Russlan und Ludmilla Ouverture
- Utah Symphony Orchestra (Aufnahme live, Oktober 1973, Disco Archivia 478)
- Utah Symphony Orchestra (Aufnahme live, Oktober 1973, Disco Archivia 481)

## Karl Goldmark

### Rustic Wedding Symphony, Op. 26
- Utah Symphony Orchestra (Aufnahme 1964, Vanguard)

## Louis Moreau Gottschalk

### Symphony No. 1 „A Night in the Tropics“
- Utah Symphony Orchestra (Aufnahme 1968, Vanguard)

### Grand Tarantella for Piano and Orchestra, arranged by Hershey Kay
- Reid Nibley, Utah Symphony Orchestra (Aufnahme 1968, Vanguard)

## Morton Gould

### Latin American Symphonette
- Utah Symphony Orchestra (Aufnahme 1968, Vanguard)

### American Salute
- Utah Symphony Orchestra (Aufnahme 1968, Turnabout Records)

## Edvard Grieg

### Peer Gynt Suite No. 1 Op. 46
- Utah Symphony Orchestra (released 1961, Whitehall Records – WHS 20056, Stereo)
- Utah Symphony Orchestra (Aufnahme 1975, Vox)

### Peer Gynt Suite No. 2 Op. 55
- Utah Symphony Orchestra (released 1961, Whitehall Records – WHS 20056, Stereo)
- Utah Symphony Orchestra (Aufnahme live, 23. November 1973, Disco Archivia 467)
- Utah Symphony Orchestra (Aufnahme 1975, Vox)

### Symphonic Dances, Op. 64
- Utah Symphony Orchestra (Aufnahme 1975, Vox)

### Of Holberg’s Days, Op. 40
- Utah Symphony Orchestra (Aufnahme 1975, Vox)

### Sigurd Jorsalfar, Op. 56
- Utah Symphony Orchestra (Aufnahme 1975, Vox)

### Norwegian Dances, Op. 35
- Utah Symphony Orchestra (Aufnahme 1975, Vox)

The Bridal Procession Passes By, Op. 19: Utah Symphony Orchestra (Aufnahme 1975, Vox)

### Wedding Day at Troldhaugen, Op. 65
- Utah Symphony Orchestra (Aufnahme 1975, Vox)

### Two Elegiac Melodies for String Orchestra, Op. 34
- Utah Chamber Orchestra (Aufnahme 1975, Vox)

### In Autumn, Concert Ouverture Op. 11
- Utah Symphony Orchestra (Aufnahme 1975, Vox)

### Two Lyric Pieces, Op. 68, Nos. 4 and 5
- Utah Symphony Orchestra (Aufnahme 1975, Vox)

### Lyric Suite, Op. 54
- Utah Symphony Orchestra (Aufnahme 1975, Vox)

### Piano Concerto in A minor, Op. 16
- Utah Symphony Orchestra, Reid Nibley (veröffentlicht 1961, Whitehall Records – WHS 20056, Stereo)
- Utah Symphony Orchestra, Grant Johannesen (Aufnahme live, 28. Dezember 1973, Disco Archivia 474)
- Utah Symphony Orchestra, Grant Johannesen (Aufnahme 1975, Vox)

## Ferde Grofé

### Grand Canyon Suite
- Utah Symphony Orchestra (Aufnahme 1959, Westminster Records)

## Georg Friedrich Händel

### Prelude and Fugue in d
- Utah Symphony Orchestra (Aufnahme live, 1. März 1974, Disco Archivia 474)

### Funeral anthem for Queen Caroline, HWV 264
- Utah Symphony Orchestra (Aufnahme 1958 – Westminster Records)

### Samson, Oratorio HWV 57 (Complete)
- Utah Symphony Orchestra, University of Utah Symphonic Chorale, Phyllis Curtin – Sopran, Jean Preston – Sopran, Louise Parker – Contralto, Jan Peerce – Tenor, Kenly Whitelock – Tenor, Malcolm Smith – Bass, Roy Samuelsen – Bass, Alexander Schreiner – Harpsichord / Organ (Aufnahme 1962, Vanguard)

### Judas Maccabeus (Complete)
- Utah Symphony Orchestra, University of Utah Chorus, Phyllis Moffet – Sopran, Beryl Jensen – Alto, Marvin Sorensen – Tenor, William Olvis – Tenor, Marvin Hayes – Bass, Alexander Schreiner – Organ (Aufnahme 1951, Concert Hall Society HDL 12, monaural)
- Utah Symphony Orchestra, University of Utah Chorus, Children’s Chorus of the Whittier School, Grace Bumbry, Martina Arroyo, Marvin Sorensen, Don Watts, John McCollum (Aufnahme 1958 – Westminster Records)

### Israel in Egypt (Complete)
- Utah Symphony Orchestra, Combined Choruses of the University of Utah, Grace Bumbry, Dale Blackburn, Blanche Christensen, Colleen Bischoff, Don Watts, Warren Wood, (Aufnahme 1958 – Westminster Records)

## Howard Hanson

### Song of Democracy
- Utah Symphony Orchestra (Aufnahme live, 22. März 1974, Disco Archivia 490)

## Roy Harris

### Symphony No. 4 („Folk Song Symphony“, 1942)
- Utah Symphony Orchestra, Utah Chorus (Aufnahme 1975, Angel Records)

## Joseph Haydn

### Symphony No. 88 in G major, Hob.I:88
- Utah Symphony Orchestra (Aufnahme live, 15. März 1974, Disco Archivia 486)

### Symphony No. 101 in D major, Hob.I:101
- Utah Symphony Orchestra (Aufnahme live 2. November 1973, Disco Archivia 477)

### Symphony No. 103 in E flat major, Hob.I:103
- Utah Symphony Orchestra (Aufnahme live, 28. Dezember 1973, Disco Archivia 474)

## Paul Hindemith

### Symphony „Mathis der Maler“
- Utah Symphony Orchestra (Aufnahme live, 8. Februar 1974, Disco Archivia 463)

### Symphonic Metamorphosis
- Utah Symphony Orchestra (Aufnahme live, 15. März 1974, Disco Archivia 486)

## Gustav Holst

### The Planets Op. 32
- Utah Symphony Orchestra (Aufnahme live, 4. Januar 1974, Disco Archivia 488)

## Arthur Honegger

### Le Roi David
- Utah Symphony Orchestra, University of Utah Chorus, Netania Davrath – Soprano, Jean Preston – Mezzo-Soprano, Marvin Sorenson – Tenor. Martial Singher – Narrator, Madeline Milhaud – Witch of Endor (Aufnahme 1961, Vanguard)

### Judith, Biblical music drama
- Utah Symphony Orchestra, Salt Lake City Symphonic Choir, Madeleine Milhaud – Narrator, Netania Davrath – Soprano, Blanche Christensen – Soprano, (Aufnahme Dezember 1964, Vanguard)

### Pacific 231
- Utah Symphony Orchestra (Aufnahme 1966, Vanguard)

## Engelbert Humperdinck

### Hänsel und Gretel Ouverture
- Utah Symphony Orchestra (Aufnahme live, 8. März 1974, Disco Archivia 487)

## Mikhail Ippolitov-Ivanov

### Caucasian Sketches
- Utah Symphony Orchestra (Aufnahme 1969, Vanguard)

## Jerome David Kern

### Themes from Showboat, Scenario for Orchestra
- Utah Symphony Orchestra (Aufnahme 1969, Vanguard)

## Henri Lazarof

### Structures sonores
- Utah Symphony Orchestra (Aufnahme 1969, Vanguard)

### Textures
- Utah Symphony Orchestra, John Ogdon (Aufnahme live, 15. März 1974, Disco Archivia 486)

## Gustav Mahler

### Symphony No 1 in D major
- Utah Symphony Orchestra (Aufnahme live, 13. April 1974, Disco Archivia 470)
- Utah Symphony Orchestra (Aufnahme 1974, Vanguard)

### Symphony No. 2 in C minor
- Utah Symphony Orchestra, University Of Utah Civic Chorale, Beverly Sills – Sopran, Florence Kopleff – Contralto (Aufnahme 1967, Vanguard)
- Utah Symphony Orchestra, Kimery, Christensen (Aufnahme live, 24. Mai 1974, Disco Archivia 460)

### Symphony No. 3 in D minor
- Utah Symphony Orchestra (Aufnahme 1969, Vanguard)

### Symphony No. 4 in G major
- Utah Symphony Orchestra, Netania Davrath (Aufnahme 1968, Vanguard)
- Utah Symphony Orchestra (Aufnahme live, August 1974, Disco Archivia 475)

### Symphony No. 5 in C sharp minor
- Utah Symphony Orchestra (Aufnahme 1974, Vanguard)

### Symphony No. 6 in A minor
- Utah Symphony Orchestra (Aufnahme 1974, Vanguard)

### Symphony No. 7 in E minor
- Utah Symphony Orchestra (Aufnahme 1964, Vanguard)

### Symphony No. 8 in E flat major
- Utah Symphony Orchestra, Universita of Utah Choruses, Salt Lake City School, Children’s Chorus, Jeanine Crader, Marlena Kleinman, Lynn Owen, Stanley Kolk, Blanche Christensen, David Clatworthy, Nancy Williams, Malcolm Smith (Aufnahme 1963, Vanguard)

### Symphony No. 9 in D major
- Utah Symphony Orchestra (Aufnahme 1969, Vanguard)

### Symphony No. 10 in F sharp minor (Adagio)
- Utah Symphony Orchestra (Aufnahme 1974, Vanguard)

## Pietro Mascagni

### Cavalleria Rusticana – chorus
- Utah Symphony Orchestra (Aufnahme live, 22. März 1974, Disco Archivia 490)

## Jules Massenet

### Manon (Complete)
- Bidu Sayao, Sydney Rayner, Chase Baromeo, Metropolitan Opera Orchestra (Aufnahme live, 13. Februar 1937, monaural)

## Felix Mendelssohn Bartholdy

### Violin Concerto in E minor
- Utah Symphony Orchestra, Daniel Heifetz (Aufnahme live, 1. März 1974, Disco Archivia 472)

## Darius Milhaud

### La création du monde
- Utah Symphony Orchestra (Aufnahme Dezember 1961, Vanguard)

### Protée (Suite symphonique No. 2), op. 57
- Utah Symphony Orchestra (Aufnahme 1979, Angel Records)

### Les Songes
- Utah Chamber Orchestra (Aufnahme 1979, Angel Records)

### L’Homme et son désir
- Utah Symphony Orchestra (Aufnahme 1966, Vanguard)

### Pacem in Terris, a Choral Symphony
Utah Symphony Orchestra, Florence Kopleff – Contralto, Louis Quilico – Baritone, University of Utah Chorus (Aufnahme 1965, Vanguard)

## Wolfgang Amadeus Mozart

### Symphony No. 29 in A major, KV 201
- Utah Symphony Orchestra (Aufnahme live, 3. Juli 1974, Disco Archivia 466)

### Symphony No. 40 in G minor, KV 550
- Utah Symphony Orchestra (Aufnahme live, 6. April 1974, Disco Archivia 461)

### Sinfonia Concertante in E flat major, KV 297b or 364
- Utah Symphony Orchestra (Aufnahme live, August 1974, Disco Archivia 475)

### Serenade No. 13, KV 525 “Eine kleine Nachtmusik”
- Vienna Festival Orchestra (Aufnahme 1. April 1959, Westminster Records)

### Piano Concerto No. 15 in B flat major, KV 450
- Utah Symphony Orchestra, John Ogdon (Aufnahme live, 15. März 1974, Disco Archivia 486)

### Piano Concerto No. 17 in G major, KV 543
- Utah Symphony Orchestra, Rudolf Serkin (Aufnahme live, 11. November 1973, Disco Archivia 476)

### Piano Concerto No. 21 in C major, KV 467
- Utah Symphony Orchestra, Grant Johannsen (Aufnahme live, 28. Dezember 1973, Disco Archivia 474)

## Modest Mussorgsky

### Boris Godounov – Scenes
- Utah Symphony Orchestra (Aufnahme live, 22. März 1974, Disco Archivia 490)

## Vaclav Nelhybel

### Étude symphonique
- Utah Symphony Orchestra (Aufnahme 1972, Turnabout Records)

## Jacques Offenbach

### Les contes d’Hoffmann, Opera Fantastique
- Metropolitan Opera Orchestra, Metropolitan Opera Chorus, Norman Cordon, Lawrence Tibbet, Angelo Bada, Arnold Gabor, George Rasely, Wilfred Engelmann, Lawrence Tibbett, Irra Petina, René Maison, Louis D’Anglo, Louis D’Aglo, Vina Bovy. (Aufnahme live, 23. Januar 1937, monaural)

### La Périchole, Highlights
(Ô mon cher amant / Je t’adore / Ah, quell diner / Mon Dieu, que les hommes…)
- Columbia Symphony Orchestra, Jennie Tourel (Aufnahme Dezember 1947, LP “Jennie Tourel sings Offenbach”, 32 16 0351, monaural)

## Sergei Prokofiev

### Symphony No. 3 in C minor
- Utah Symphony Orchestra (Aufnahme 1964, Vanguard)

### Le pas d’acier, Suite, Op. 41b
- Utah Symphony Orchestra (Aufnahme 1964, Vanguard)

### Piano Concerto No. 3 in C major, Op. 26
- Utah Symphony Orchestra, Jeffrey Ball (Aufnahme live, 26. Juni 1974, Disco Archivia 483)

### Violin Concerto in D
- Tossy Spivakovsky – violin, Utah Symphony Orchestra (Aufnahme 1962, Vanguard)

## Sergei Rachmaninoff

### Symphony No. 3 in A minor, Op. 44
- Utah Symphony Orchestra (Aufnahme 1963, Vanguard)

### Chanson géorgienne
- Utah Symphony Orchestra, Netania Davrath – Sopran (Aufnahme 1963, Vanguard)

### Piano Concerto No. 2 in C minor, Op. 18
- Vienna State Opera Orchestra, Raymond Lewenthal (Aufnahme?, Westminster Records)

### Piano Concerto No. 3 in D minor, Op. 30
- Utah Symphony Orchestra, Gina Bachauer (Aufnahme live, 22. Mai 1974, Disco Archivia 471)

### Paganini Rhapsody, Op. 43
- Utah Symphony Orchestra, Raymond Lewenthal (Aufnahme live, Oktober 1973, Disco Archivia 478)

## Maurice Ravel

### Piano Concerto for the Left Hand
- Utah Symphony Orchestra, Grant Johannsen (Aufnahme live, 23. November 1973, Disco Archivia 468)

### Don Quichotte e Dulcinée
- Columbia Broadcasting Symphony Orchestra, Martial Singher – Bariton (Aufnahme?, Columbia Masterworks – ML 4152, monaural)

## Nikolai Rimski-Korsakow

### Russian Easter Ouverture
- Vienna State Opera Orchestra (Aufnahme?, Westminster Records)

### Capriccio Espagnol
- Vienna State Opera Orchestra (Aufnahme?, Westminster Records)
- Utah Symphony Orchestra (Aufnahme live, 22. März 1974, Disco Archivia 490)

### Antar, Symphonic Suite, Op. 9
- Utah Symphony Orchestra (Aufnahme 1969, Vanguard)

### Flight of the Buble Bee
- Carnegie Pops Orchestra (Aufnahme?, veröffentlicht 1949, Columbia Masterworks – ML 4118, monaural)

## Leroy Robertson

### Oratorio From the Book of Mormon (1953)
- Utah Symphony Orchestra, University of Utah Chorus, Naomi Farr – Soprano, Kenly W. Whitlock – Tenor, Harold Bennett – Baritone. Desire Ligeti – Bass (Aufnahme April 1953, Studio Records, LP 5303-rc, monaural)
- Utah Symphony Orchestra, South High Girls’ Chorus, University of Utah Chorale, Jo Ann Ottley – Soprano, John Prather – Tenor, Hervey Hicks – Baritone, Clayne Robison – Bass, Alexander Schreiner – Organ (Aufnahme 1961, Vanguard)
- Utah Symphony Orchestra (Aufnahme live, 13. April 1974, Disco Archivia 470)
- Utah Symphony Orchestra, Mormon Tabernacle Choir, Salt Lake Boys’ Choir, South High Girls’ Choir, Jean Preston – Soprano, Kenly Whitelock – Tenor, Roy Samuelsen – Bass, Warren Wood – Bass, Alexander Schreiner – Organ (Aufnahme 25/26. Mai 1978, Angel Records / Columbia – M 35148)

### Punch and Judy Overture
- Utah Symphony Orchestra (Aufnahme 1972, Turnabout Records)

### Concerto for Violin and Orchestra
- Tossy Spivakovsky – Violine, Utah Symphony Orchestra (Aufnahme 1962, Vanguard)

## Juan Rodrigo

### Harp Concerto
- Utah Symphony Orchestra, Nicanor Zabaleta (Aufnahme live, 3. Juli 1974, Disco Archivia 466)

## Ned Rorem

### Symphony No. 3
- Utah Symphony Orchestra (1970, Turnabout Records)

## Camille Saint-Saëns

### Symphony No. 3 „Organ Symphony“
- Alexander Schreiner – Organ, Utah Symphony Orchestra (Aufnahme 1958, Westminster Recordings)

### Piano Concerto No. 4
- Utah Symphony Orchestra, Grant Johannsen (Aufnahme live, 23. November 1973, Disco Archivia 468)

### Cello Concerto No. 4
- Utah Symphony Orchestra, C. Tinmeyer (Aufnahme live, 13. April 1974, Disco Archivia 470)

### Samson et Dalila (Complete)
- Gertrud Wettergren, Rene Maison, Ezio Pinza, John Gurney, Metropolitan Opera Orchestra (Aufnahme live, 26. Dezember 1936, monaural)

## Erik Satie

### Parade
- Utah Symphony Orchestra (Aufnahme 1968, Vanguard)

### Les Adventures de Mercure
- Utah Symphony Orchestra (Aufnahme 1968, Vanguard)

### La belle excentrique (Grande ritournelle)
- Utah Symphony Orchestra (Aufnahme 1968, Vanguard)

### Cinq grimaces pour “Un songe d’une nuit d’été”
- Utah Symphony Orchestra (Aufnahme 1968, Vanguard)

### Relâche
- Utah Symphony Orchestra (Aufnahme 1968, Vanguard)

### En habit de cheval
- Utah Symphony Orchestra (Aufnahme 1968, Vanguard)

### Gymnopédie No. 1 (Orch. Debussy)
- Utah Symphony Orchestra (Aufnahme 1968, Vanguard)

### Gymnopédie No. 3 (Orch. Debussy)
- Utah Symphony Orchestra (Aufnahme 1968, Vanguard)

### Gymnopédie No.???
- Utah Symphony Orchestra (Aufnahme live, 23. November 1973, Disco Archivia 468)

### Morceaux en forme de poire
- Utah Symphony Orchestra (Aufnahme 1968, Vanguard)

### Deux préludes posthumes et une Gnossienne
- Utah Symphony Orchestra (Aufnahme 1968, Vanguard)

### Les fils des étoiles
- Utah Symphony Orchestra (Aufnahme 1968, Vanguard)

### Jack-in-the-Box
- Utah Symphony Orchestra (Aufnahme 1968, Vanguard)
- Utah Symphony Orchestra (Aufnahme live, 23. November 1973, Disco Archivia 468)

### Fête donnée par des chevaliers normands en l’honneur d’une jeune demoiselle
- Utah Symphony Orchestra (Aufnahme 1968, Vanguard)

### Premier prelude le nazaréen d’Henri Mazel
- Utah Symphony Orchestra (Aufnahme 1968, Vanguard)

## Alessandro Scarlatti

### Messa di Santa Cecilia
- Utah Symphony Orchestra, University of Utah Chorus, Blanche Christensen, soprano Jean Preston, soprano Beryl Jensen Smiley, alto Ronald Christensen, tenor Warren Wood, bass (Aufnahme 1961, Vanguard)

## Franz Schubert

### Symphony No. 7 (8) in B minor, D 759, “Unfinished”
- Vienna Festival Orchestra (Aufnahme 1. April 1959, Westminster Records)

### Symphony No. 8 (9) in C major, D 944
- Aufnahme live, 26. Juni 1974 (Disco Archivia 483)

### Rosamunde, D 797, Op. 26
- Utah Symphony Orchestra, Netania Davrath – Soprano (Aufnahme 1962, Vanguard)

## William Schuman

### Symphony No. 7
- Utah Symphony Orchestra (Aufnahme 1970, Turnabout Records)

## Jean Sibelius

### Symphony No. 1 In E minor Op. 39
- Utah Symphony Orchestra (Aufnahme 1977, Vanguard)

### Symphony No. 2 In D major Op. 43
- Utah Symphony Orchestra (Aufnahme 1977, Vanguard)

### Symphony No. 3 In C major Op. 52
- Utah Symphony Orchestra (Aufnahme 1977, Vanguard)

### Symphony No. 4 In A minor Op. 63
- Utah Symphony Orchestra (Aufnahme 1977, Vanguard)

### Symphony No. 5 In E Flat major Op. 82
- Utah Symphony Orchestra (Aufnahme 1977, Vanguard)

### Symphony No. 6 In D minor Op. 104
- Utah Symphony Orchestra (Aufnahme 1977, Vanguard)

### Symphony No. 7 In C major Op. 105
- Utah Symphony Orchestra (Aufnahme 1977, Vanguard)

### “The Swan of Tuonela” from Lemminkäinen Suite, Op. 22
- Utah Symphony Orchestra (Aufnahme live, 25. Juni 1974, Disco Archivia 474)

## Elie Siegmeister

### Western Suite
- Utah Symphony Orchestra (Aufnahme 1972, Turnabout Records)

## Johann Strauß

### Tales of the Vienna Woods (Gschichten aus dem Wiener Wald)
- Utah Symphony Orchestra (Aufnahme live, 5. Juni 1974, Disco Archivia 469)

### Tritsch-Tratsch-Polka, Op. 214
- Carnegie Pops Orchestra (Aufnahme?, veröffentlicht 1949, Columbia Masterworks – ML 4118, monaural)

### Fledermaus-Fantasy (based on excerpts from “Die Fledermaus”, arr. Frank La Forge)
- Orchestra, Lily Pons (Aufnahme?, Columbia L.X. 948, monaural)

## Richard Strauss

### Ein Heldenleben
- Utah Symphony Orchestra (Aufnahme live, 8. März 1974, Disco Archivia 487)

### Also sprach Zarathustra
- Utah Symphony Orchestra (Aufnahme live, 10. Juli 1974, Disco Archivia 465)

### Tod und Verklärung
- Utah Symphony Orchestra (Aufnahme live, Datum?, Disco Archivia 482)

### Rosenkavalier Suite
- Utah Symphony Orchestra (Aufnahme live, 3. Juli 1974, Disco Archivia 466)

## Igor Strawinsky

### Symphony of psalms
- Utah Symphony Orchestra, Utah Chorale (Aufnahme 1978, Angel Records)

### The Firebird
- Utah Symphony Orchestra, (Aufnahme live, 14. Dezember 1973, Disco Archivia 485)
- Utah Symphony Orchestra, (Aufnahme live, 19. Juni 1974, Disco Archivia 464)

### Petrouchka
- Utah Symphony Orchestra, (Aufnahme live, 14. Dezember 1973, Disco Archivia 484)

### Sacre du Printemps
- Utah Symphony Orchestra, (Aufnahme live, 14. Dezember 1973, Disco Archivia 484)

### Apollon Musagète
- Utah Chamber Orchestra (Aufnahme 1978, Angel Records)

### Violin Concerto
- Utah Symphony Orchestra, Buswell (Aufnahme live, 8. Februar 1974, Disco Archivia 463)

## Piotr Ilyich Tchaikovsky

### Manfred Symphony
- Utah Symphony Orchestra (Aufnahme 1972, Vox)
- Utah Symphony Orchestra (Aufnahme live, 2. November 1973, Disco Archivia 477)

### Symphony No. 1 in G minor, Op. 23 “Winter Daydreams”
- Utah Symphony Orchestra (Aufnahme 1972, Vox)

### Symphony No. 2 in C minor, Op. 17 “Little Russian”
- Utah Symphony Orchestra (Aufnahme 1972, Vox)
- Utah Symphony Orchestra (Aufnahme live, 7. September 1973, Disco Archivia 462)

### Symphony No. 3 in D major, Op. 29 “Polish”
- Utah Symphony Orchestra (Aufnahme 1972, Vox)

### Symphony No. 4 in F minor, Op. 36
- Utah Symphony Orchestra (Aufnahme 1972, Vox)
- Utah Symphony Orchestra (Aufnahme live, 22. Mai 1974, Disco Archivia 471)
- Utah Symphony Orchestra (Aufnahme live, August 1974, Disco Archivia 478)

### Symphony No. 5 in E minor, Op. 64
- Utah Symphony Orchestra (Aufnahme 1972, Vox)
- Utah Symphony Orchestra (Aufnahme live, 29. März 1974, Disco Archivia 491)

### Symphony No. 6 in B minor, Op. 74 “Pathéthique”
- Utah Symphony Orchestra (Aufnahme 1972, Vox)
- Utah Symphony Orchestra (Aufnahme live, 5. Juni 1974, Disco Archivia 469)

### Romeo and Juliet Overture
- Utah Symphony Orchestra (Aufnahme 1972, Vox)
- Utah Symphony Orchestra (Aufnahme live, 5. Juni 1974, Disco Archivia 469)

### Francesca da Rimini, Op. 32
- Utah Symphony Orchestra (Aufnahme 1972, Vox)

### Capriccio italien, Op. 45
- Vienna State Opera Orchestra (Aufnahme Datum?, Westminster Records, monaural)

### Hamlet Overture, Op. 67
- Utah Symphony Orchestra (Aufnahme 1972, Vox)

### 1812 Overture, Op. 49
- Vienna State Opera Orchestra (Aufnahme Datum?, Westminster Records)
- Utah Symphony Orchestra (Aufnahme 1972, Vox)

### Marche Slave, Op. 32
- Utah Symphony Orchestra (Aufnahme 1972, Vox)

### The Nutcracker, Ballet (Complete)
- Utah Symphony Orchestra (Aufnahme 1961, Vanguard)

### Swan Lake, Ballet (Complete)
- Utah Symphony Orchestra (Aufnahme 1961, Westminster Recordings)

## Randall Thompson

### Symphony No. 1 (1930)
- Utah Symphony Orchestra (Aufnahme 1978, Angel Records)

### The Testament of Freedom
- Utah Symphony Orchestra, The Utah State University Concert Chorale (Aufnahme 1978, Angel Records)

## Vladimir Ussachevsky

### Colloquy (1976)
- Utah Symphony Orchestra (Aufnahme 1978, Angel Records)

## Edgar Varèse

### Amériques
- Utah Symphony Orchestra (Aufnahme 1966, Vanguard)

### Ecuatorial
- Utah Symphony Orchestra, Bass Ensemble of the University of Utah Civic Chorale, (Aufnahme 1966, Vanguard)

### Nocturnal
- Utah Symphony Orchestra, Ariel Bybee – Soprano, Bass Ensemble of the University of Utah Civic Chorale, University of Utah Civic Chorale (Aufnahme 1966, Vanguard)

## Ralph Vaughan Williams

### Symphony No. 6 in E minor
- Utah Symphony Orchestra (Aufnahme 1966, Vanguard)

### The Lark Ascrending
- Utah Symphony Orchestra (Aufnahme 1971, Vox)

### Fantasia on a Theme by Thomas Tallis
- Utah Symphony Orchestra (Aufnahme 1966, Vanguard)
- Utah Symphony Orchestra (Aufnahme live, 8. März 1974, Disco Archivia 487)

### Five Variants of „Dives and Lazarus“ for Double String and Harp
- Utah Symphony Orchestra (Aufnahme 1966, Vanguard)

### Flos Campi
- Utah Symphony Orchestra, Sally Peck Lentz – Viola, (Aufnahme 1966, Vanguard)

### Fantasia on „Green Sleeves“
- Utah Symphony Orchestra (Aufnahme 1966, Vanguard)

### Dona Nobis Pacem, cantata for soprano, baritone, chorus and orchestra
- Utah Symphony Orchestra, Blanche Christensen – Soprano, William Metcalf – Baritone, University of Utah Civic Chorale, University of Utah Chamber Choir, University of Utah Chorus (Aufnahme 1966, Vanguard)
- Utah Symphony Orchestra (Aufnahme live, August 1974, Disco Archivia 475)

## Giuseppe Verdi

### Aida, chorus
- Utah Symphony Orchestra (Aufnahme live, 22. März 1974, Disco Archivia 490)

### La Traviata, Act III: "Addio del passato" (Violetta)
- Orchestra, Jarmila Novotná (Jarmila Novotná, Opera Recital, Supraphon)

## Heitor Villa-Lobos

### Bachianas Brasilerias, No. 5 Aria
- Utah Symphony Orchestra, David Soyer – Cello (Aufnahme 1964, Vanguard)

## Henri Vieuxtemps

### Violin Concerto No. 4
- Utah Symphony Orchestra, Young Uck Kim (Aufnahme live, Datum?, Disco Archivia 492)

## Antonio Vivaldi

### Gloria
- Utah Symphony Orchestra, (Aufnahme live, 23. November 1973, Disco Archivia 467)

## Richard Wagner

### Lohengrin (Complete)
- Rene Maison, Kirsten Flagstad, Karin Branzell, Metropolitan Opera Orchestra (Aufnahme live, 27. März 1937, monaural)

### Meistersinger Prelude
- Utah Symphony Orchestra (Aufnahme live, 7. September 1973, Disco Archivia 462)

### Parsifal Prelude
- Utah Symphony Orchestra (Aufnahme live, August 1974, Disco Archivia 475)

## William Walton

### Belshazzar’s Feast for Mixed Choir, Baritone Solo And Orchestra
- Utah Symphony Orcherstra, Robert Peterson – Baritone, Oscar Chausow –Violin, University of Utah Civic Chorale (Aufnahme 1971, Vox)

## Kurt Weill

### Songs: 1. Alabama Song, 2. Denn wie man sich bettet, 3. “Mahagonny” (Medley)
- Orchestra, Lotte Lenya (Aufnahme 1930/1932)

### Songs: 1. Das Lied vom Schlaraffenland, 2. Der Bäcker backt ums Morgenrot
- Orchestra, Ernst Busch (Aufnahme 1933)

### Street Scene, An American Opera (Excerpts from the Broadway Production)
- Orchestra, Anne Jeffreys, Polyna Stoska, Brian Sullivan (Aufnahme 1949, monaural)

### September Song, from “Knickerbocker Holiday.” (Text Maxwell Anderson)
- Walter Huston, unknown Orchestra (Aufnahme 1938, Brunswick, monaural)

### One touch of Venus
(Excerpts: 1. I’m A Stranger Here Myself, 2. Westwind, 3. Foolish Heart, 4. Speak Low, 5. That’s Him, 6. The Trouble with Women, 7. Wooden wedding)
- One touch of Venus Orchestra (Aufnahme 1943, monaural)

(Excerpts: 1. Forty Minutes for Lunch (Ballet), 2. Venus in Ozone Heights, Ballet)
- Maurice Abravanel Orchestra (Aufnahme Datum?, monaural)

## Ermanno Wolf-Ferrari

### Jewels Of The Madonna – Dance Of The Camorristi
- Carnegie Pops Orchestra (Aufnahme?, veröffentlicht 1949, Columbia Masterworks – ML 4118, monaural)

## Interviews mit Maurice Abravanel

### Interview mit Maestro Abravanel
- (Aufnahme 7. September 1974, Disco Archivia 474)